# Трудродительское
Трудродительское (укр. Трудродительське) — село, относится к Троицкому району Луганской области Украины.
Население по переписи 2001 года составляло 33 человека. Почтовый индекс — 92124. Телефонный код — 6456. Занимает площадь 6,54 км². Код КОАТУУ — 4425484004.

## Местный совет
92124, Луганська обл., Троїцький р-н, с. Вівчарове, вул. Д. Р. Овчаренко, 10 (укр.)